# Золота доба ісламу

Експансія ісламу в 622—750

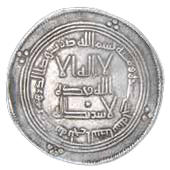
Ісламський срібний дірхем, 729

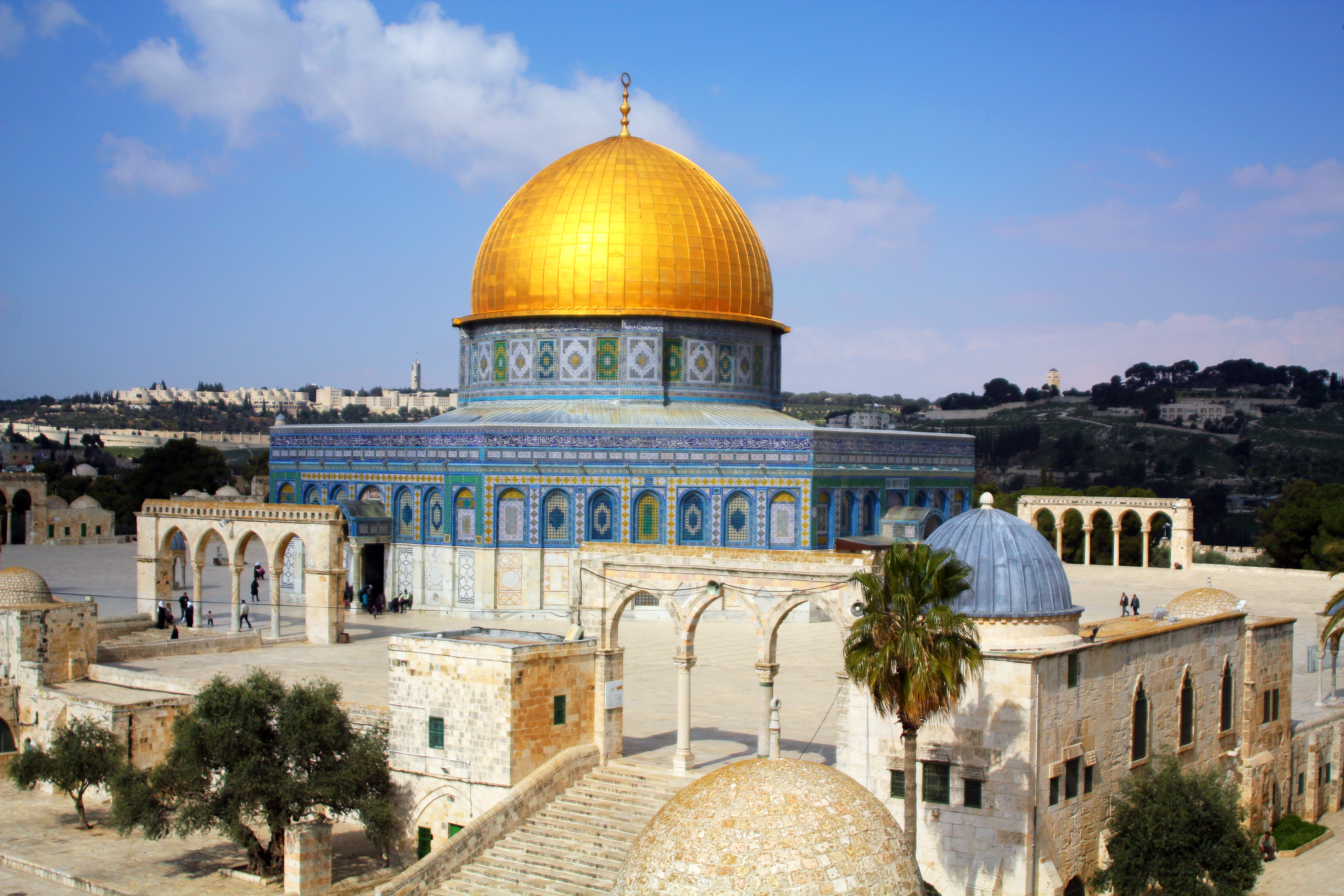
Єрусалим. Рештки Золотої доби ісламу

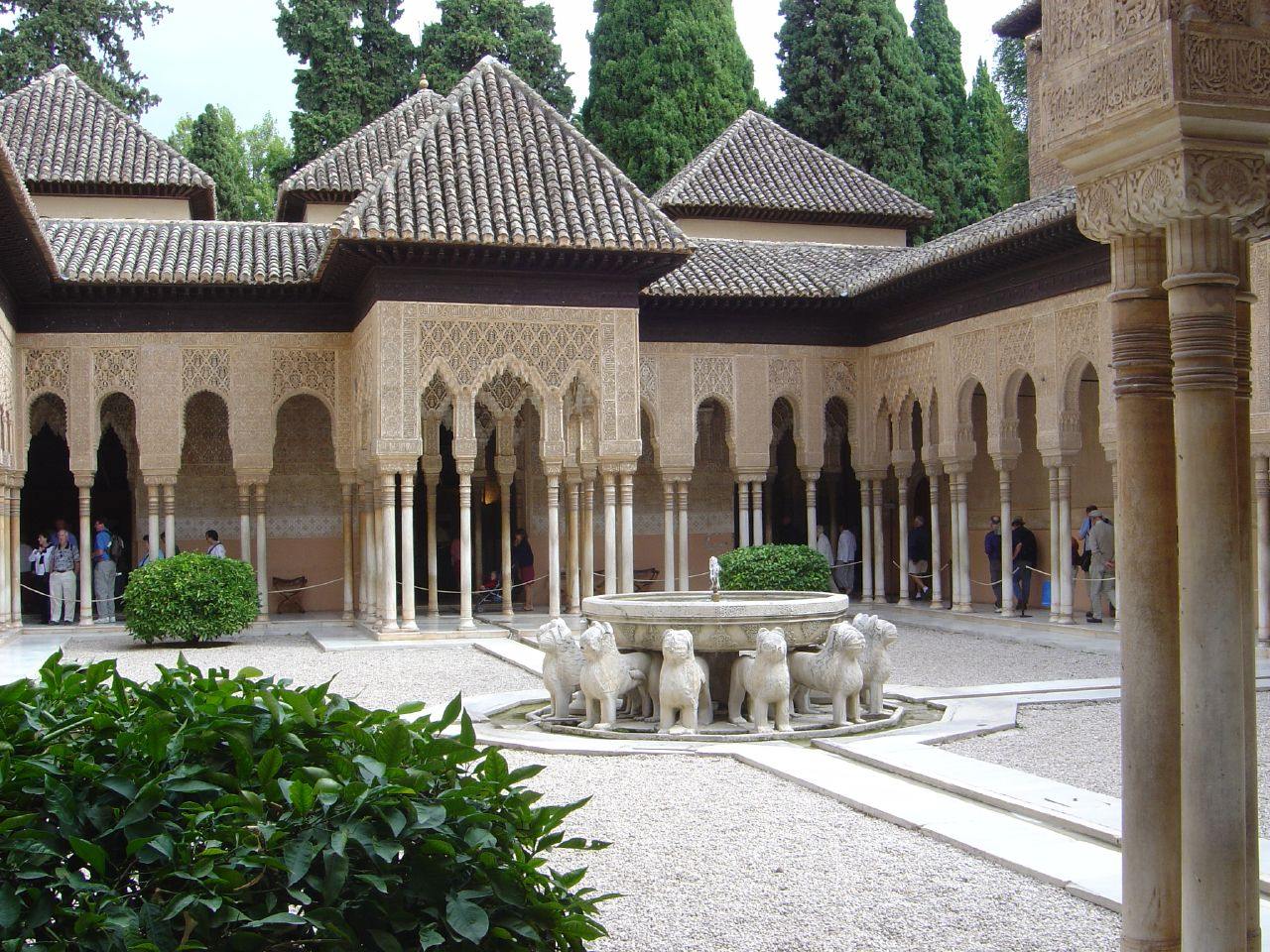
Альгамбра — палац гранадських емірів, Гранада, Іспанія

Золота́ доба́ ісла́му або Ісла́мське відро́дження, — історичний період приблизно з VIII до XIII ст., на початку якого Арабський халіфат був найбільшою державою свого часу. У рамках халіфату склався спільний мусульманський культурний простір, який продовжував існувати і після його розпаду. Завдяки цьому ісламські вчені, письменники та діячі мистецтва зазначеного періоду зробили значний внесок у розвиток світової науки і культури. Після розпаду Арабського халіфату розвиток ісламської культури поступово сповільнюється, проте досягнення мусульманських мислителів стають відомі в Європі і дають поштовх розвитку європейської культури. Говард Тернер пише: «мусульманські художники і вчені, робітники і князі разом створили унікальну культуру, яка має прямий і непрямий вплив на всі континенти».
|  | Мене дивує, що так мало людей усвідомлює, який внесок ісламські вчені внесли в розвиток світової науки. Чому ж мусульман представляють як завгодно, тільки не як вченими, чиї ідеї справді були революційними? |

Джим Аль-Халілі

## Історія
На початку VIII століття ісламські халіфи управляли величезною територією. І, як багато успішних правителів, подібно до Цезаря і Наполеона, вони розуміли, що політична влада і науковий прогрес ідуть поруч, а тому вчені мали величезну підтримку з боку правителів. Для цього було багато причин — деякі з них практичні. Знання медицини допомагало рятувати життя, військової техніки — вигравати війни, знання математики давало змогу регулювати державні фінанси. Іслам сприяв розвиткові науки, адже сам Пророк (саллялаху аляйхі васалом) велів віруючим шукати знання, навіть якщо доведеться йти за ними в Китай. Деякі вчені навіть називають цю епоху «ерою ісламської наукової революції», що відображає ступінь впливу і внесок мусульман у становлення сучасної науки.
Освіті відводилася пріоритетна роль; так, електронна енциклопедія Wikipedia наводить такі цифри: до X століття в Кордові налічувалося 700 мечетей і 70 бібліотек, у Каїрі була бібліотека з двома мільйонами книг, а університет Аль-Кайруан (Марокко) визнаний Книгою рекордів Гіннеса найдавнішим університетом у світі, що гарантує видачу дипломів.
Арабська мова стала універсальною мовою науки. Вчені з різних країн, що не мали раніше можливості спілкуватися, тепер отримали її. Окрім усього іншого, арабська мова відрізнялася точністю, що ідеально підходило для наукової і технічної термінології. Учені з різних частин світу тепер могли обговорювати, порівнювати, оскаржувати й дискутувати. Вчений з Кордови на півдні Іспанії тепер міг зійтися в літературних та наукових дебатах з ученим з Багдада та Самарканда.
У ІХ столітті правителі Багдада проводили регулярні зустрічі (інтелектуальні маджліси). Можна було б назвати їх семінарами або обговореннями, під час яких найрозумніші люди міста, філософи, богослови і астрономи незалежно від релігійної приналежності збиралися, щоб обговорити свої ідеї. Від учених не чекали, що вони будуть дотримуватися особливої лінії або приймати Іслам. Їм цілком вільно дозволялося висловлювати власні уявлення та почуття. Єдиною вимогою було те, що вони повинні були робити це витонченою арабською мовою, наводячи логічні аргументи.

## Внесок мусульманських учених у різні галузі науки

### Медицина
Медицина, мабуть, стала найвищим досягненням мусульманських учених, і це безпосередньо пов'язано з хадисами про пошук засобів лікування хвороб, заклику до гігієни, чистоти. Саме в Ісламському халіфаті вперше були побудовані лікарні, госпіталі, виникли перші медичні інститути. Блискучий перський учений ібн Сіна (відомий також як Авіценна) був талановитим і відрізнявся незвичайною ерудицією. До 10 років він вивчив Коран напам'ять, до 16 — вивчив ісламське право, філософію, геометрію, природничі науки, логіку і вищу математику, а до 18 років став відомий як великий лікар. Саме ібн Сіні належить заслуга у відкритті заразних захворювань, анестезії, зв'язку психологічного і фізичного станів і багатьох інших галузей медицини. Його книга «Канон лікарської науки» протягом п'яти століть (з ХІІ по XVII) використовувалася як підручник у найкращих медичних інститутах Європи.

### Фізика
Вивчення експериментальної фізики починається з імені ібн аль-Хайсама, родоначальника оптики, чия праця «Книга оптики» ставиться нарівні з працями І. Ньютона за революційні ідеї у відкритті оптичних законів. В області фізіологічної оптики він дає опис будови ока і правильне уявлення бінокулярного зору. Нарешті, він висловив припущення про кінченність швидкості світла. Серед дослідів, проведених ученим, виділяються досліди з камера-обскура, досліди із заломлення світла та експерименти з різними видами дзеркал.

### Математика
Серед досягнень ісламських учених у галузі математики насамперед виокремлюють виникнення алгебри і алгоритмів, пов'язаних з ім'ям видатного математика Мухаммада аль-Хорезмі, введення десяткової системи рахунку, дробів, тригонометричних функцій і багато інших великих досягнень, без яких не було б сучасних математичних наук.

### Сільське господарство
Мусульмани досягли великих успіхів у сільському господарстві, використовуючи три принципи: чітко продумана система сівозміни (що дає змогу отримати подвійний урожай за рік на тій самій землі, як цього, наприклад, досягали в Ємені та Іраку), розвинена система зрошення та використання певного виду зернових залежно від їх особливостей.

### Промисловість
Промисловість ісламських країн того періоду відзначена винаходом мила, годинників, скла, парфумів, озброєння, розвитком кораблебудування, килимарства, використовувалися сили вітру та води для механізації процесу виробництва.

### Астрономія
Такі вчені, як ат-Тусі і ібн Аль-Шатір, вперше висловилися про можливість обертання Землі навколо своєї осі, і Коперник при відкритті теорії про геліоцентричну сонячну систему скористався їхніми працями. Ат-Тусі — надзвичайно різносторонній учений, автор творів з філософії, географії, музики, оптики, медицини, мінералогії. У ранньому віці почав навчання, вивчивши Коран, хадіси, юриспруденцію, логіку, філософію, математику, медицину та астрономію.
У 1259 році ат-Тусі заснував найбільшу в той час у світі Марагінську обсерваторію поблизу Тебріза, що справила винятковий вплив на обсерваторії багатьох країн Сходу, у тому числі на обсерваторію в Пекіні.

### Хімія
Родоначальником хімії вважають Джабіра ібн Хайяна. Він розробив ранній варіант експериментального методу дослідження в хімії й описав безліч кислот (включаючи хлоридну, азотну, лимонну, оцтову і винну кислоту). Учений зробив експериментальний підхід систематичним і заснованим на лабораторних дослідженнях, що значно відрізнялося від підходу його попередників — давньогрецьких і давньоєгипетських алхіміків, чиї методи були найчастіше алегоричними й плутаними.

### Філософія
Праці таких вчених, як ібн Рушд і аль-Кінді, дуже вплинули на філософську думку, а аль-Газалі здобув світове визнання завдяки працям з теології, суфізму, сикху, логіки, філософії. Саме аль-Газалі належить заслуга у формулюванні теоретичних основ суфізму та його інтеграції із загальновизнаним Ісламом.
Перераховані вище факти — лише короткий екскурс у наповнену подіями епоху Ісламського Відродження. Окрім згаданих галузей, мусульманські традиції вплинули на літературу, архітектуру, військову та морську справи. Учені середньовічного Ісламу зберегли традиції та досвід своїх попередників, зібрали воєдино цю гігантську наукову мозаїку знань, що дійшли до них із віддалених країн з усього світу. Цей великий синтез виробив не тільки нову науку, а й уперше засвідчив, що наука вище за будь-які політичні рамки та релігійну приналежність. Це — сукупність знань, яка приносить користь усім людям, і ідея, яка в усі часи залишиться актуальною.